# دراما رومانسية

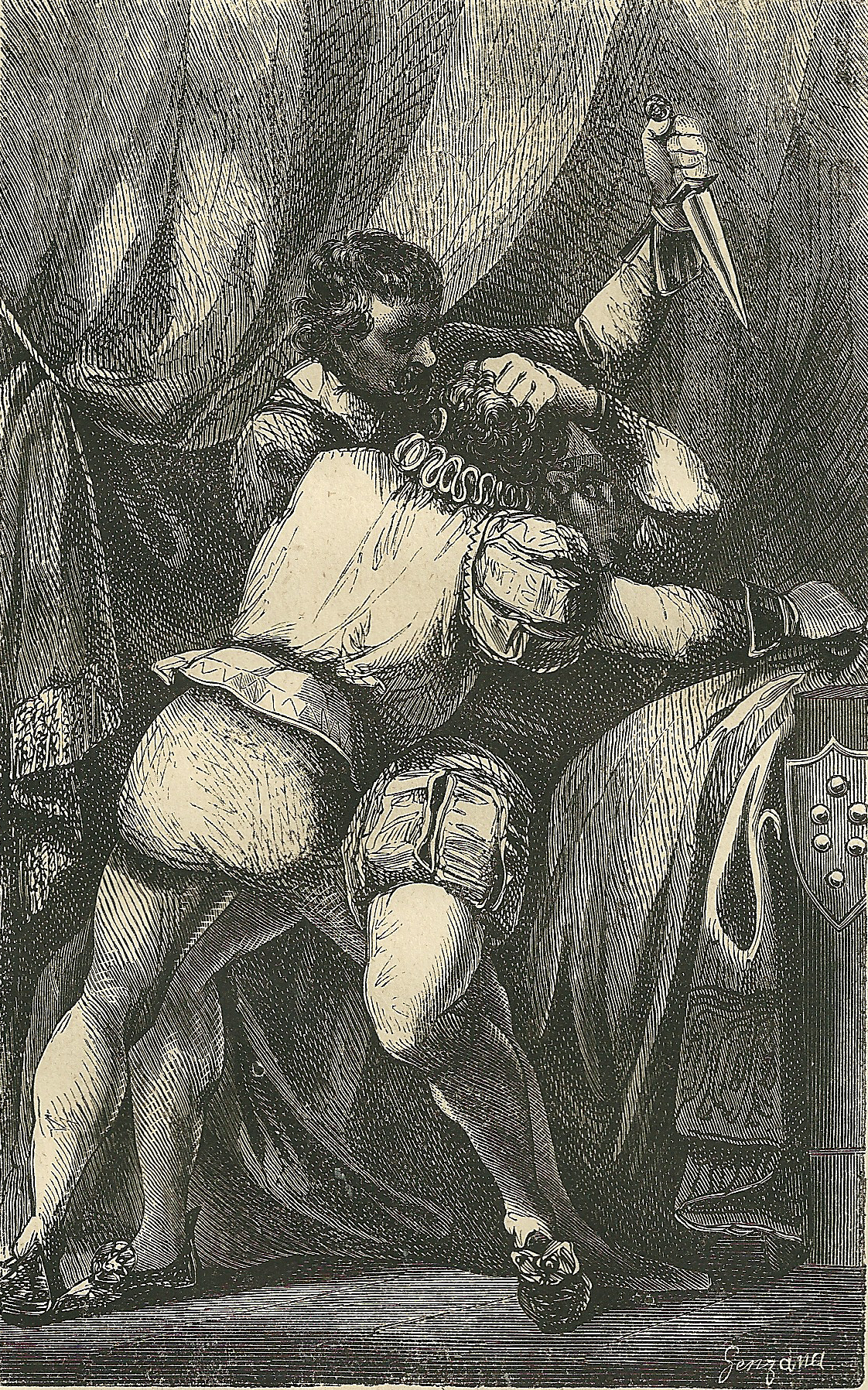
عمل فني: وفاة الدوق أليساندرو (1863)

دراما رومانسية هو شكل أدبي ينتمي إلى النوع المسرحي، ولد في أوائل القرن 19 بين أحضان الدراما البرجوازية في القرن 18 المتأثرة بالميلودراما، ويتميز هذا النموذج بكسره للقواعد الأرسطية للتراجيديا الكلاسيكية. وتعتبر مؤلفات وليم شكسبير وستندال التي نشرت في عام 1823 وخصوصا مقدمة كرومويل لفيكتور هوغو (1827) النصوص المؤسسة له. تعد «الدراما الرومانسية» نوعا أدبيا تبناه الأديب والروائي الفرنسي فيكتور هوجو قائد الحركة الرومانسية متأثرا بالمسرح الباروكي لشكسبير وعدد من الرومانسيين الألمان أمثال هاينريش فون كلايست وفريدريش فون شيلر وغيرهم، مسرح تاريخي حيث تختلط فيه العديد من الأنماط المختلفة، مأساة، رثاء، ولكن أيضا الكوميديا والهزل أو الكوميدية الوهمية.
هذا الشكل الجديد من المسرح الذي تم تطويره من قبل مؤلفين متنوعين أمثال فيكتور هوغو، ألكسندر دوماس، ألفريد دو فينيي وألفريد دي موسيه، هو شكل يرفض القواعد الكلاسيكية للمسرح والتي تفرض احترام وحداته الثلاث (المكان، الوقت، وسير الأحداث في الرواية) أو احترام اللياقة.

## أنظر كذلك
- رومانسية (فن)